# Melchor Cano

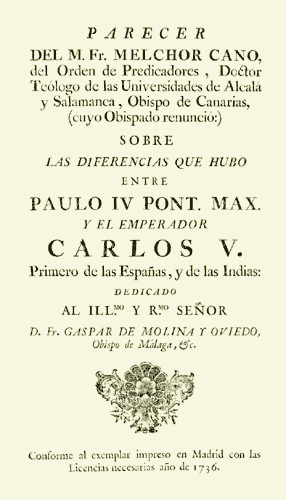
Parecer del M. fr. Melchor Cano dado al Señor Emperador Carlos V (1555).

Melchor Cano (Tarancón, 1509 – Madridejos, 30 settembre 1560) è stato un teologo, filosofo e vescovo cattolico spagnolo.

## Biografia
Suo padre, il giurista Fernando Cano, lo inviò a studiare all'Università di Salamanca, dove fu allievo di Francisco de Vitoria ed emise la professione religiosa entrando nell'Ordine dei Frati Predicatori nel Convento di Santo Stefano a Salamanca nel 1524. Nel 1531 fu inviato al Collegio di San Gregorio di Valladolid dove studiò con Bartolomé de Carranza e con Fray Luis de Granada. Nel 1536 ottenne la cattedra di teologia al Collegio di San Gregorio e alla morte di Francisco de Vitoria, nel 1546, ebbe la cattedra di Salamanca.
Partecipò alla prima fase della Giunta di Valladolid (1550), che cercava di risolvere la polemica dei naturali o dei giusti titoli fra Juan Ginés de Sepúlveda e Bartolomé de las Casas. Carlo I lo inviò al Concilio di Trento nel 1551 e l'anno seguente fu promosso da Carlo V vescovo delle Isole Canarie, incarico dal quale si dimise per divenire rettore del Collegio di San Gregorio di Valladolid (1554). Nel 1557 fu nominato provinciale per la Spagna del suo ordine.

## Genealogia episcopale
La genealogia episcopale è:
- Cardinale Gaspar de Zúñiga y Avellaneda
- Vescovo Melchor Cano

## I luoghi teologici

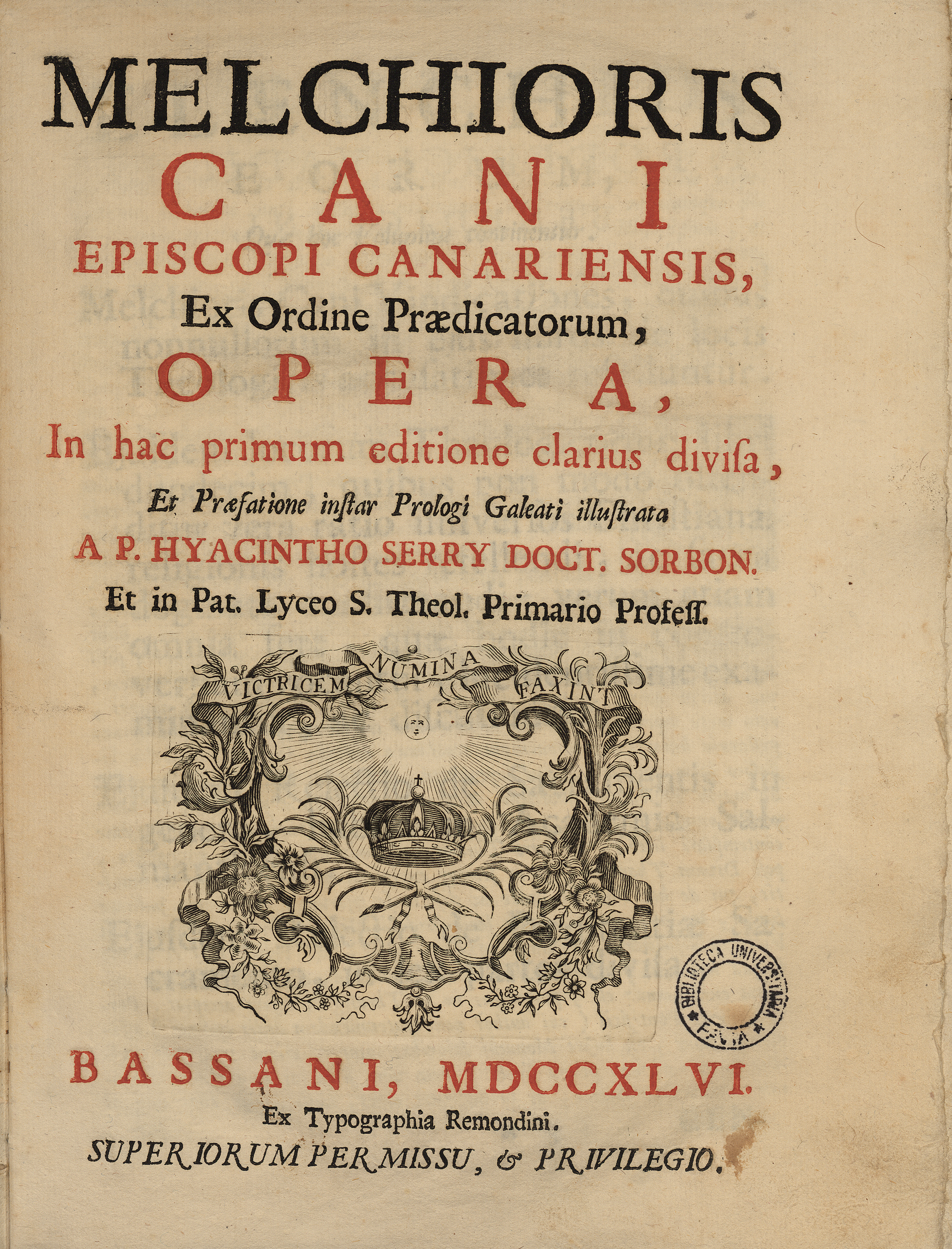
Opere, 1746

La sua opera più importante è De Locis Theologicis (Salamanca, 1563), in cui stabilì le dieci fonti (luoghi o loci) da cui partire per una dimostrazione teologica:
1. la Sacra Scrittura,
2. la Tradizione Apostolica,
3. l'autorità della Chiesa cattolica,
4. l'autorità dei Concili ecumenici,
5. l'autorità del Sommo Pontefice,
6. la dottrina dei Padri della Chiesa,
7. la dottrina dei dottori scolastici e dei canonisti,
8. la verità razionale umana,
9. la dottrina dei filosofi,
10. la storia.

Successivamente attribuisce il primato fra i luoghi teologici alla Tradizione Apostolica, per quattro ragioni:
1. la Chiesa è più antica della Scrittura e dunque la fede e la religione possono esistere senza la Scrittura;
2. non tutta la dottrina cristiana, compresa quella contenuta nella Sacra Scrittura, è stata formulata con chiarezza;
3. molte cose che appartengono alla dottrina cristiana non si trovano né in maniera chiara né oscura nella Sacra Scrittura[2];
4. gli Apostoli trasmisero alcune cose per scritto e altre a voce.[3]